# New Orleans Jazz Vipers
A New Orleans Jazz Vipers egy amerikai a swing zenekar (New Orleans, Louisiana).

## Történet

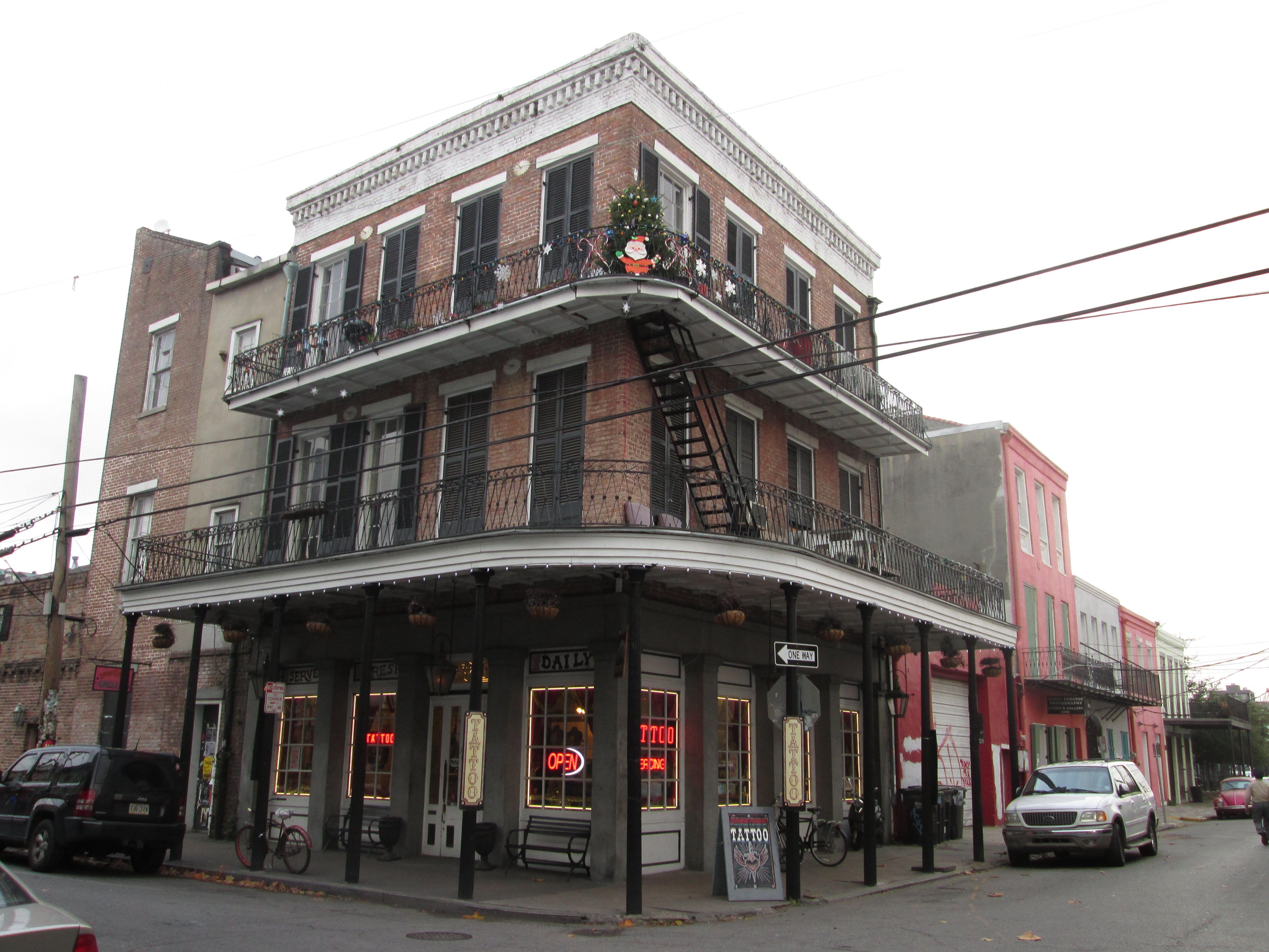
New Orleans, Frenchmen Street

A zenekart 1999-ben alapították, és Joe Braun szaxofonos vezeti. 2009-ben az eredeti Jazz Vipers két különálló zenekarra szakadt.
A New Orleans Jazz Vipers egy swing jazz zenekar, amely Billie Holiday, Duke Ellington, Louis Armstrong, Dicky Wells, Benny Carter,  Count Basie számait, valamint saját zenéit is játssza. A New Orleans Jazz Vipers a Frenchmen Streeten a „francia utcai swing reneszánsz” egyik úttörője. Ragyogó ritmussal, lendületes kürtökkel és változatos énekkel mindent jelentenek, ami swing és ami New Orleans.
A Jazz Vipers New Orleans nyüzsgő francia utcazenei életében heti fellépéséit a „The Spotted Cat Music Clubban” tartja. A Vipers szerepel az HBO Treme című sorozatában, ahol eredeti dalukat, az „I Hope You're Coming Back to New Orleans”-t játsszák.

## Tagok
- Joe Braun – szaxofon
- Craig Klein – pozan
- Molly Reeves – gitár
- Earl Bonie – klarinét
- Steve DeTroy – zongora
- Mitchell Player – nagybőgő

## Diszkográfia
- The New Orleans Jazz Vipers (2002)
- Live on Frenchmen Street (2004)
- Hope You're Comin' Back (2006)
- Blue Turning Grey (2013)
- Going, Going, Gone (2015)
- Live and Viperizin' (2017)
- Is There A Chance For Me (2020)

## Díjak
- 2004: Best of the Beat Award for Best Traditional Jazz Album, Live on Frenchmen Street, Offbeat
- 2005: Best Traditional Jazz Band, Big Easy Awards
- 2010: a „Treme” című tévésorozat válogatáslemezét (amely tartalmazza a „Vipers I Hope You're Comin' Back To New Orleans” című számot) Grammy-díjra jelölték

## Filmek
- The New Orleans Jazz Vipers az IMDb-n